# بن خليل (ولاية البليدة)
بن خليل هي إحدى بلديات دائرة وادي العلايق التابعة لولاية البليدة. تضم كل من : مركز بن خليل، مركز بن حمدان، مركز بن شعبان، عين عائشة، دوار مولود، أنشئت بعد التقسيم الإداري الجديد سنة 1984 بموجب مرسوم وزاري تحت 09/84 المؤرخ في 12 ديسمبر 1984، حيث كانت تابعة لدائرة بوفاريك قبل هذا التقسيم.

## الموقع الرئيسي

### مقر البلدية
يقع المقر الرئيسي لبلدية بن خليل  في بن شعبان، وتبعد عن دائرة وادي العلايق  بحوالي 12 كلم وعن مقر الولاية بحوالي 18كلم وتبعد عن العاصمة بحوالي 30 كلم.

### الملاحق
يوجد على مستوى إقليم البلدية أربع ملحقات إدارية وهي كالتالي :
ملحقة بن حمدان ، ملحقة بن خليل ،ملحقة عين عائشة ، ملحقة دوار مولود ، وكل هذه الملحقات يمكن على مستواها
استخراج وثائق الحالة المدنية مكلف بتسييرها رئيس الفرع أو المندوبين المنتخبين أو أعوان الإدارة.

## جغرافيا

### الحدود الجغرافية
تحتل بلدية بن خليل موقعا جغرافيا وتضاريسيا متميزا، يجعل منها همزة وصل بين الولايات الثلاث البليدة ، الجزائر وتيبازة يحدها :
شمالا :بلدية الدويرة ومعالمة.
جنوبا: بلدية بني تامو وبني مراد.
شرقا: بلدية بوفاريك وتسالة المرجة.
غربا: بلدية القليعة ووادي العلايق.

### المناخ
بحكم موقعها الجغرافي تمتاز بلدية بن خليل بمناخ البحر الأبيض المتوسط حيث يبلغ متوسط درجة الحرارة مابين 8 درجة خريفا و38 درجة صيفا، بينما تتراوح كمية تساقط الأمطار حسب الإحصائيات السنوية المسجلة من قبل المعهد الوطني للموارد المائية مابين 650 ملم و700 ملم، أما بالنسبة للرطوبة فتبلغ نسبة الانخفاض على مستوى سطح البحر بحوالي 20 درجة

### الأودية
- واد بني عزة
- واد لكحل
- واد فاطيس
- واد الثلاثة

### النقل والمواصلات
أهم الطرق في بلدية بن خليل:
- الطريق الوطني رقم 04
- الطريق الولائي رقم 112
- الطريق الولائي رقم 109
- الطريق الولائي رقم 110

⁦بالإضافة إلى شبكة من الطرق البلدية المتوزعة عبر المراكز الثلاثة : بن خليل، بن حمدان، بن شعبان